# 下安德雷亞舒鄉
45°45′N 26°50′E / 45.750°N 26.833°E
下安德雷亞舒鄉（羅馬尼亞語：Andreiașu de Jos）是羅馬尼亞的鄉份，位於該國東部，由弗朗恰縣負責管轄，面積103平方公里，海拔高度403米，2002年人口2,010，人口密度每平方公里20人。